# 荘口彰久のオールナイトニッポンR
荘口彰久のオールナイトニッポンR（そうぐちあきひさのオールナイトニッポンアール）は、ニッポン放送他で深夜3時〜4時30分まで放送されていたラジオ番組。ラジオパーソナリティは荘口彰久。

## 概要
通常のオールナイトニッポンと違い、27時の時報直後に番組名を言っていた。また、荘口は火曜日の直前の番組である『松村邦洋のオールナイトニッポン』にも出演していた。電子メールをニッポン放送の番組の中で初めて起用し、火曜日放送当時は荘口の個人用メールアドレスを使用していた。『ぽっぷん王国ミュージックスタジアム』等からの当時の最新音楽情報のほか、ニッポン放送の当時の番組情報（特に夜帯、水曜以降の旧1部）やその番組の裏話も虚実織り交ぜながら紹介した。

## 略歴
- ニッポン放送アナウンサーのオールナイトニッポン起用は月曜日二部を担当していた垣花正降板以来、1年半ぶり。荘口が自らの身分を募集し、"隊長"と呼ばれたきっかけでもあった。

放送時間
1. 1996年4月2日～1998年3月28日 - 毎週土曜二部（日曜日未明）
2. 1998年6月〜1999年3月23日 - 毎週火曜日オールナイトニッポンR（水曜日未明）
  - 当時この枠を担当していたpee-ka-booが突如失踪しそのまま降板した為、つなぎとして当時ニッポン放送アナウンサーだった荘口が急遽起用された。
3. 1999年4月〜1999年9月 - 毎週木曜日@llnightnippon.com（金曜日未明）LF+R@llnightnippon.com荘口彰久のネクストブレイクファクトリー
4. 1999年10月〜2000年9月 - 毎週土曜日（日曜日未明）LF+R荘口彰久のallnightnippon-rネクストブレイクファクトリー
  - その後、2000年10月～2001年10月は前時間帯に放送されていた@llnightnippon.com玉川音楽堂と放送枠を統合したまそう音楽堂として担当。
5. 2008年2月23日（俺たちのオールナイトニッポン40時間スペシャル内で放送）23時〜23時半「荘口彰久のオールナイトニッポンクオーター」、2月24日3時〜5時
6. 2022年10月15日 19時～21時「荘口彰久のオールナイトニッポンPremium」
7. 2024年8月5日,12日 27時～28時半「オールナイトニッポン0(ZERO)～ミュージック＆スポーツスペシャル～」
  - 当時この枠を担当していたフワちゃん（フワちゃんのオールナイトニッポン0(ZERO)）による不祥事が同月4日に確認されたことから、翌5日深夜（6日早朝）分の放送を休止し、同月9日付で降板を発表した為[1][2]、休止以降の2週間分を荘口が担当。
8. 2025年5月19日 24時～24時58分「オールナイトニッポンX～ミュージック＆スポーツスペシャル～」
  - 当時この枠を担当していた永野芽郁（永野芽郁のオールナイトニッポンX）が同日所属事務所が永野の今後の出演自体を申し入れたことにより番組終了を発表したことに伴い[3][4]、同日分のオールナイトニッポンXの放送を荘口が担当。

## ネット局
（途中からネット開始、終了局を含む、水曜未明分のみ）
- STVラジオ
- 栃木放送
- KBS京都（KBS滋賀）
- 南海放送
- 西日本放送
- 高知放送
- 九州朝日放送

日曜未明分のネット局についてはオールナイトニッポンRを参照すること（放送期間に注意）。